# Prêmio MTV Rock do Mato
Prêmio MTV Rock do Mato, também conhecido simplesmente por Prêmio Rock do Mato, é uma premiação que tem como objetivo homenagear bandas e artistas do Mato Grosso do Sul que fortalecem a identidade cultural do Estado.
Os artistas vencedores sãoescolhidos mediante votação virtual no site "Rock do Mato" - que é um Blog no Portal MTV - do jornalista Rafael Meira.

## Palmarés

### 2009
A primeira edição do evento ocorreu no Armazém Cultural da capital sul-matogrossense, no dia 14 de novembro de 2009, e foi apresentado por Rick Thibau e Manuela Barém.
- Clipe do Ano: Atrás(z) do Muro – Jennifer Magnética
- Música do Ano: 1’54 – Facas Voadoras
- Álbum do Ano: Licopeno – Jennifer Magnética
- Show do Ano: Dimitri Pellz
- Melhor Performance: Maíra Espíndola – Dimitri Pellz
- Divulgação na Web: Midnight Purple
- Guitarrista do Ano: Rodrigo Paiva – Bêbados Habilidosos/The New Old Cats
- Baixista do Ano: Rodrigo Faleiros – Jennifer Magnética
- Baterista do Ano: Jean Gabriel – Dimitri Pellz/Parkers
- Vocalista do Ano: Donha – Curimba
- Revelação: Facas Voadoras
- Escolha do Internauta: Banda Delay (com 7.269 votos)
- Banda do Ano: Bêbados Habilidosos
- Homenageado da noite: bluseiro Zé Pretim.

### 2010
A segunda edição do evento ocorreu no Barfly da capital sul-matogrossense, no dia 07 de novembro de 2010.
- Banda do Ano: Louva Dub
- Revelação: Xaraiês
- Clipe: Fortune and a name (Rhevan)
- Instrumentista: Neto (Aldeia Black)
- Vocalista: Renato Fernandes (Bêbados Habilidosos)
- Show: Dimitri Pellz
- Performance: Maíra Espíndola (Dimitri Pellz)
- Single: The Next (Thrashed)
- Album/EP do ano: Thrash by Thrashed (Thrashed)
- Homenageado da noite: baterista Bosco